# تريفلات السكانديوم
تريفلات السكانديوم مركب كيميائي صيغته C3F9O9S3Sc، والتي يمكن كتابتها على الشكل Sc(SO3CF3)3؛ وهو ملح يتكون من كاتيون السكانديوم وأنيون التريفلات.

## التحضير
يحضر هذا المركب من تفاعل أكسيد السكانديوم مع محلول مائي من حمض التريفليك.

## الخواص
يمتاز هذا المركب بأنه من أحماض لويس؛ وبالمقارنة مع أحماض لويس الأخرى، فإن هذا الكاشف مستقر تجاه الماء (لا بحدث له تفاعل حلمهة) ويمكن استخدامه في التفاعلات العضوية على هيئة حفاز.

## الاستخدامات
يستخدم هذا المركب حفّازاً في تفاعل ألدول موكاياما بين بنزألدهيد مع إيثر سيليلي إينولي لحلقي الهكسانون بنسبة مردود تبلغ حوالي 81%.